# National D-Day Memorial

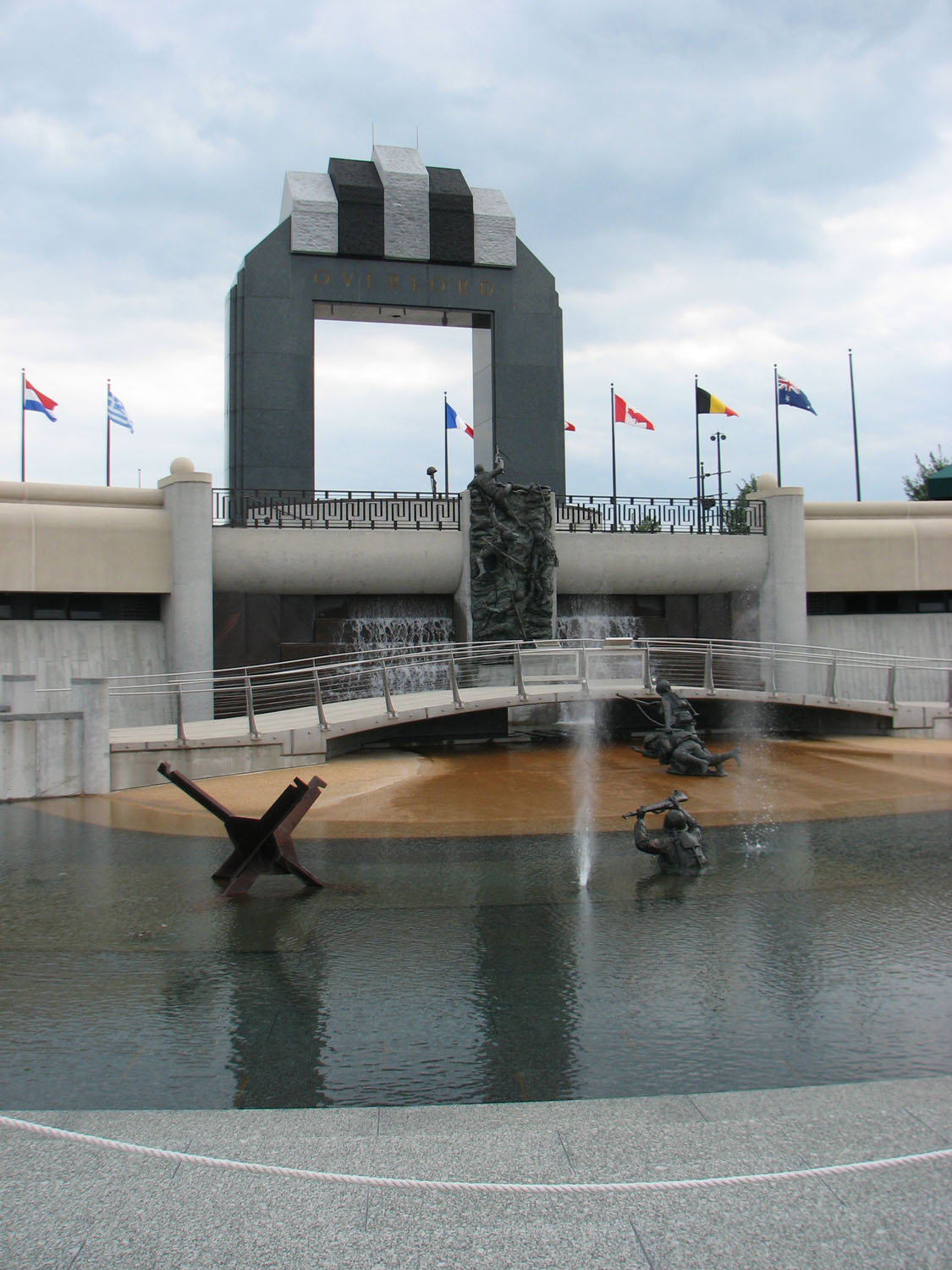
Vodní nádrž v pozadí s Overlord Arch

National D-Day Memorial je válečný památník v Bedfordu ve Virginii. Je postaven k uctění památky amerických veteránů Dne D.
Památník byl otevřen 6. června 2001 za přítomnosti 15 000 lidí, včetně tehdejšího prezidenta George W. Bushe .

## "Bedford Boys" a založení památníku
Třicet čtyři příslušníků Virginia National Guard z Bedfordu se zúčastnilo Dne D. Během prvního dne invaze jich padlo devatenáct a další čtyři zemřeli při vojenském tažení v Normandii . Město Bedford a "Bedford Boys" tak relativně k jiným městům utrpěly při bojích v Normandii největší ztráty. To vedlo Kongres Spojených států k založení památníku Dne D v Bedfordu.

## Popis

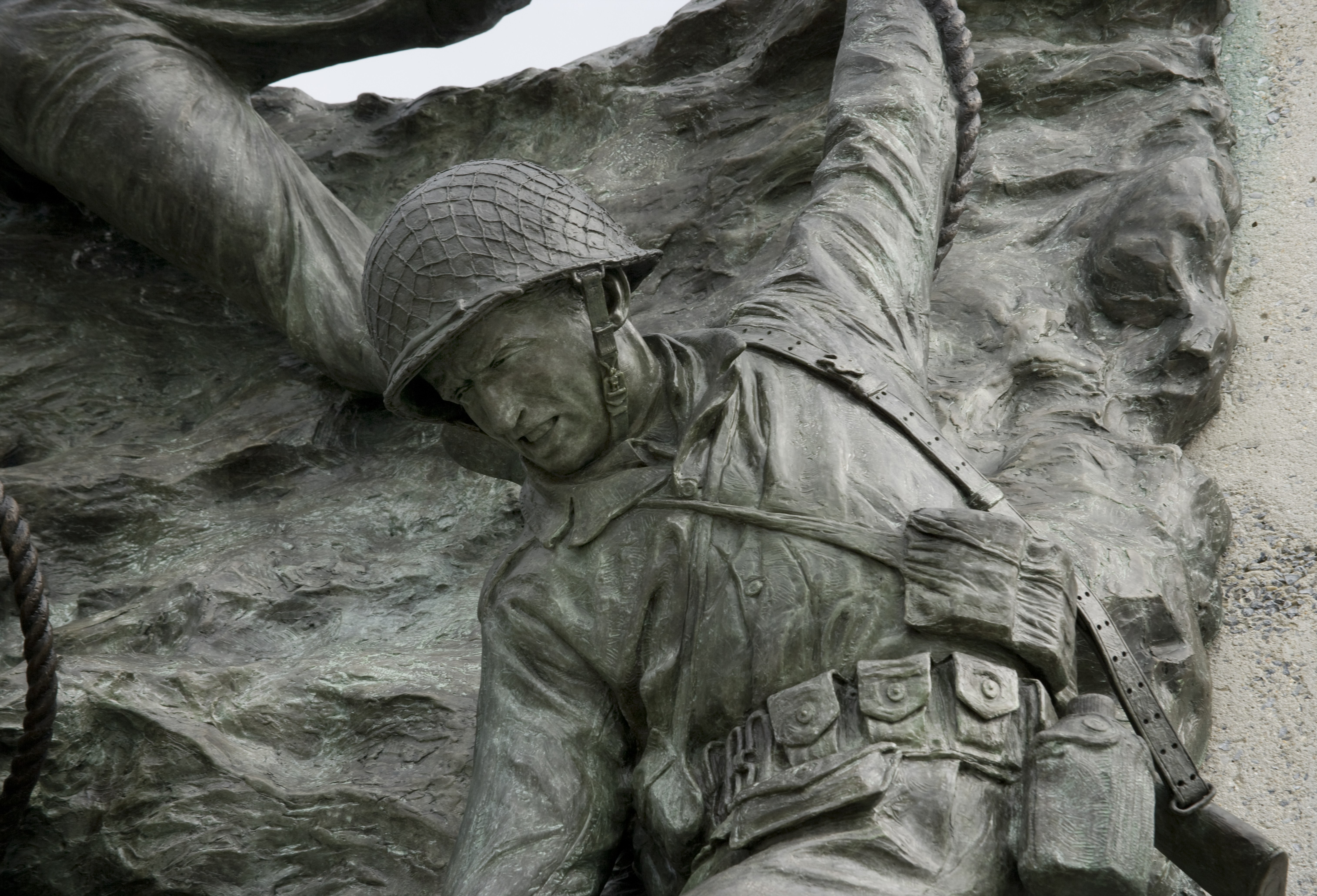
Detail z druhé plazy

Památník tvoří tři oddělené části (plazy). Každá z nich je věnovaná jedné etapě invaze. První náměstí, Reynoldsova zahrada, symbolizuje plánovací a přípravné činnosti k invazi až po rozkaz k zahájení invaze. Plaza je ve tvaru bojové vojenské nášivky Nejvyššího velitelství spojeneckých expedičních sil . Druhé náměstí, Gray Plaza, je věnována přistávací a bojové fázi invaze. Vylodění a boje na plážích reprezentuje nádrž s vodou s imitací vojenských překážek, sochy vojáků bojujících na břehu a maketa výsadkového člunu použitého při invazi. Přerušované proudy vody vystřikující z nádrže napodobují dráhu a zvuky sporadické střelby. Jména padlých Američanů jsou uvedena na západní zdi náměstí, ztráty ostatních spojenců jsou uvedeny na zdi východní. Poslední, nejvýše položené, náměstí, Estes Plaza, oslavuje vítězství invaze. Stojí zde Overlord Arch a dvanáct stožárů s vlajkami spojenců. Overlord Arch představuje vítězství operace stejného jména. Na oblouku je ve výšce 13 metrů nad zemí vytesané datum invaze 6. června 1944.